# Liste des types de U-Boote post 1945
La liste des types de U-Boote post 1945 comprend les types des sous-marins allemands développés par l'industrie allemande après la Seconde Guerre mondiale.

## Liste des types de U-Boote
| Type       | Nombre d'U-Boote construit                                             | Année d'introduction | Chantiers                                |
| ---------- | ---------------------------------------------------------------------- | -------------------- | ---------------------------------------- |
| 201        | 3, U 1, U 2, U 3                                                       | 1960–1962            | Kieler Howaldtswerke AG                  |
| 202        | 2, U-Schürer et U-Techel                                               | 1965–1966            | Atlas-Werke AG                           |
| 203        | Non réalisé - Classe de petits sous-marins électriques                 |                      |                                          |
| 204        | Non réalisé - Classe de sous-marins avec turbine Walter                |                      |                                          |
| 205        | 13                                                                     | 1967–2005            | Kieler Howaldtswerke AG et Orlogsværftet |
| 206        | 18, 12 convertis en type 206 A                                         | 1973–1975            | HDW                                      |
| 207/Kobben | 15 pour la Norvège                                                     | 1962–1967            | Nordseewerke                             |
| 209        | 61 (seulement pour l'export)                                           | à partir de 1967     | HDW et Nordseewerke                      |
| TR 1700    | 2 en Allemagne pour l'Argentine, Santa Cruz et San Juan                | 1980–1985            | Nordseewerke                             |
| 210/Ula    | 6 pour la Norvège                                                      | 1987–1992            | Nordseewerke                             |
| 211        | Non réalisé - Conception de TR 1600, prévu en remplacement du type 206 |                      |                                          |
| Dolphin    | 3 pour l'Israël + 2 autres commandes                                   | 1991–1999            | HDW et Nordseewerke                      |
| 212        | 4 pour l'Allemagne(+2), 2 pour l'Italie (+2)                           | à partir de 2002     | HDW et Nordseewerke                      |
| 214        | >7 (seulement pour l'export), Grèce, Corée du Sud                      | à partir de 2004     | HDW et Nordseewerke                      |